# Ramos (Ayabaca)
Ramos es un caserío peruano ubicado en el distrito de Ayabaca, perteneciente a la provincia homónima del departamento de Piura, al norte del Perú. 

## Ubicación
Ramos se ubica al sureste de la provincia de Ayabaca, en el distrito de Ayabaca, en el departamento de Piura.

## Demografía
En 2017 Ramos tenía una población de 152 habitantes.
| Gráfica de evolución demográfica de Ramos entre 1993 y 2017 |
|                                                             |
| Fuentes: Población 1993 y 2017                              |